# Christian Sandal
Rasmus Christian Olaus Sandal (Bergen, 12 de octubre de 1872– Bergen, 17 de mayo de 1951) fue un actor noruego, director de teatro, director teatral y director de escena que principalmente trabajó en Den Nationale Scene en Bergen.

## Infancia
Sandal creció en Bergen como uno de los cuatro hijos de Oline (de soltera Vestre) y Samuel Sandal. Su padre tenía una tienda de comestibles en la zona de Marken en el centro de Bergen, donde principalmente vendía productos de su lugar de origen, Jølster. Cuando Rasmus (fue solo de joven adulto que cambió su nombre a Christian) tenía 9 años, su padre lo llevó por primera vez a una obra de teatro en Den Nationale Scene, y esta experiencia fue tan impactante para el niño que decidió entonces que quería trabajar en el teatro. Junto con "los chicos de la calle", comenzó a actuar en obras de teatro para un público. Al principio, hacían las representaciones en sus casas, pero con el tiempo pasaron a imprimir carteles y utilizar varios locales públicos, como un sótano en el Hotel Norge en Bergen. Sandal y su amigo Hjalmar Meidell también crearon un teatro de marionetas llamado "Delldal", un nombre creado a partir de la combinación de sus dos apellidos. El repertorio de "Delldal" incluía desde textos propios hasta clásicos antiguos y dramaturgia moderna como La dama del mar de Henrik Ibsen. El interés de Sandal por el teatro ocupaba tanto de su tiempo que no logró terminar sus estudios secundarios en la escuela catedralicia bergensis y comenzó a trabajar como aprendiz en una de las tiendas de la ciudad

## Aprendizaje y primeros años como actor
En otoño de 1892 solicitó ingresar en Den Nationale Scene en Bergen, pero fue rechazado por el entonces director de teatro Johan Irgens-Hansen. Sandal entonces envió una solicitud para ser aceptado como alumno en el Dagmarteatret, que a pesar de tener solo 10 años era considerado uno de los mejores teatros de Copenhague en ese momento Recibió una invitación para una audición, y la prueba fue tan exitosa que fue admitido en la escuela de actores del teatro en el invierno de 1893, con solo 20 años. Después de solo medio año en el Dagmarteatret, en el verano de 1893, recibió una oferta de contrato del director del teatro Irgens-Hansen en Den Nationale Scene en Bergen, que rechazó. Optó por continuar como estudiante en el Dagmarteatret hasta que recibió una nueva oferta de compromiso del teatro en su ciudad natal, Bergen. Debutó en Den Nationale Scene el 28 de enero de 1894 en el papel de Octave en Las artimañas de Scapin de Molière. Con el tiempo, se integró en el elenco fijo del teatro. El 11 de diciembre de 1895, apareció en los titulares de los periódicos cuando decidió en plena calle agredir con varios golpes al editor Joachim Lampe de la reciente revista semanal de Bergen, Revyen, ya que durante un tiempo se había irritado por las críticas teatrales de este. Joachim Lampe, por cierto, estaba casado con la actriz Julie Lampe. Sandal terminó en los tribunales y tuvo que pagar una multa y costos legales por un total de 80 coronas. Más tarde en la vida, Sandal y el matrimonio Lampe se convirtieron en muy buenos amigos.

## El tiempo en Kristiania y el Sindicato Noruego de Actores

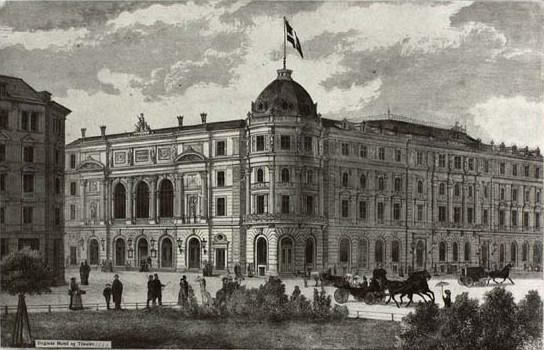
Dagmarteatret en 1881

En 1897, Sandal se trasladó a Kristiania para trabajar en el Teatro de Harald Otto. Durante este tiempo en la capital, también fue uno de los 28 fundadores del Sindicato Noruego de Actores el 27 de octubre de 1898. Entre 1900 y 1909, y de 1911 a 1920, Sandal fue presidente de la sección de Bergen del Sindicato Noruego de Actores. Y el 27 de octubre de 1948, en el 50 aniversario de la fundación del sindicato de actores, Sandal fue nombrado miembro honorario.

## De vuelta a Bergen
El 1 de septiembre de 1899 se inaugura el Nationaltheatret en Kristiania, y muchos de los actores de Den Nationale Scene en Bergen solicitaron trabajar allí. Sandal, sin embargo, decidió en otoño de 1899 tomar el camino opuesto y regresar al teatro en su ciudad natal, Bergen. Desde 1906 también tuvo el puesto de director, además de ser actor. Renunció a esta posición el 1 de enero de 1908. Desde el otoño de 1909 hasta 1911, Sandal trabajó para el teatro itinerante Nationalturneen, dirigido por Ludovica Levy. Cuando esto terminó en 1911, regresó a Den Nationale Scene en Bergen. Trabajó en DNS el resto de su vida laboral.

## Puestos administrativos y director de escena
Cuando Sandal regresó en 1911, su solicitud para ser actor fue rechazada, pero en su lugar se le asignaron varios puestos administrativos y el resto de su vida laboral solo desempeñaría papeles secundarios como actor. Al regresar a Bergen en 1911, primero fue nombrado Inspector, un puesto recién creado tras la fusión de las dos posiciones de medio tiempo de inspector de vestuario e inspector de economía. Sandal tenía algo de experiencia en economía desde su juventud como aprendiz de comerciante. El principal deber del inspector de vestuario era encargarse de casi todo lo relacionado con los disfraces, y Sandal había estudiado modas y estilos durante años. Desde 1913 también estuvo a cargo del programa del teatro y se convirtió en secretario del teatro. El secretario del teatro era un puesto de confianza y respeto con su propia oficina, y en realidad era la mano derecha, suplente y secretario del director del teatro.
Además de estos puestos administrativos, Sandal debutó el 1 de septiembre de 1916 como director de escena con Espectros de Henrik Ibsen, donde en su mayoría recibió buenas críticas en la prensa por su debut. Sandal continuó desempeñando trabajos como director de teatro el resto de su carrera en el teatro.

## Director del teatro
Cuando Ludvig Bergh fue nombrado en 1909, fue el decimotercer director del teatro desde la reconstrucción del teatro en 1876. Pero con él llegó una mayor estabilidad, y ocupó el cargo durante 15 años. A su lado, durante la mayoría de esos años, tuvo al inspector y luego secretario Christian Sandal, y normalmente era Sandal quien lo sustituía cuando estaba de viaje. El 22 de octubre de 1924, el director del teatro Bergh falleció en una habitación de hotel en Oslo durante un viaje. El consejo directivo tuvo que reunirse rápidamente y nombraron a Christian Sandal como director interino del teatro hasta que se pudiera designar un nuevo director Sandal decidió no solicitar el puesto a pesar de que muchos lo animaron a hacerlo. Como director interino del teatro, Sandal estuvo casi un año, y muchos consideraron que dirigió el teatro de manera similar a su predecesor Ludvig Bergh. Al inicio de la temporada 1925/26, Thomas Thomassen asumió como director del teatro

## Medalla al Mérito del Rey
El 25 de octubre de 1926, Den Nationale Scene celebró su 50 aniversario y esto se celebró debidamente con muchas nuevas obras de teatro. Hubo representaciones tanto por la mañana como por la noche el 25 y 26 de octubre, tanto en el teatro como en el antiguo edificio del teatro (usado hasta 1909), que en ese momento era alquilado habitualmente como cine. Sandal estuvo a cargo de una de las representaciones del aniversario: Los recién casados de Bjørnstjerne Bjørnson. El príncipe heredero Olav estuvo presente en todo el evento, y en la fiesta teatral de la noche del 25 de octubre entregó, en nombre de su padre Rey Haakon VII, la Medalla Real al Mérito de Noruega en oro a Christian Sandal y también a la actriz Magda Blanc.

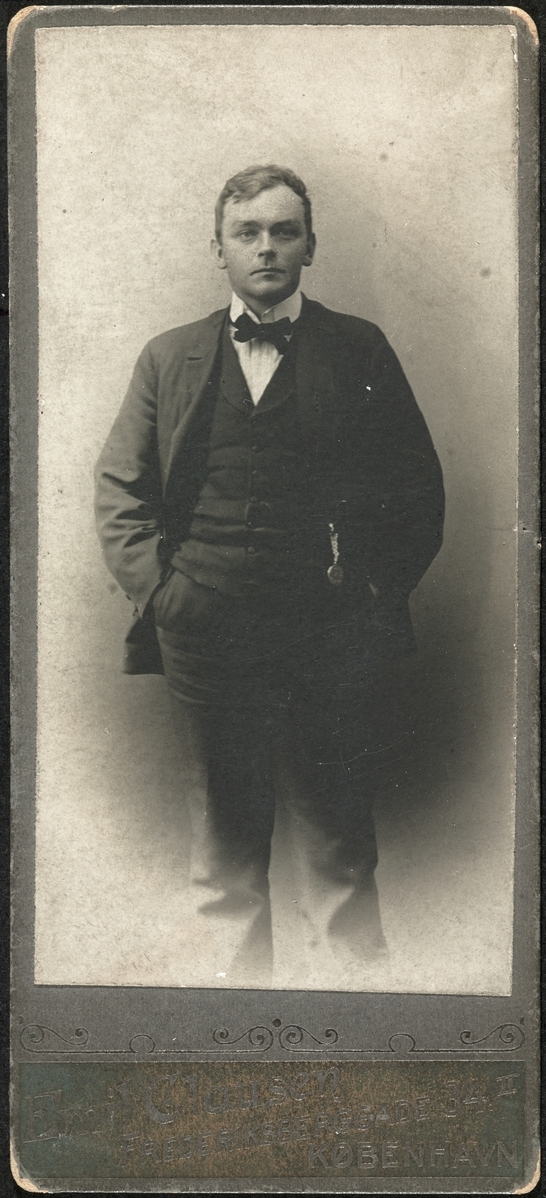
Christian Sandal

## Sus últimos años
Hasta finales de 1930, Sandal continuó como inspector de vestuario, secretario e instructor de numerosas obras importantes. A partir del 1 de enero de 1931, la junta directiva del teatro decidió contratar un secretario y un inspector de economía separados, lo que permitió a Sandal más tiempo y oportunidad para dedicarse a su interés por la dirección teatral. En 1934, Christian Sandnes, entonces de 61 años, decidió renunciar a su puesto en el teatro y jubilarse. A partir del verano de 1935, Sandal comenzó a escribir sobre teatro para el periódico Bergens Tidende. Entre otros trabajos, escribió 16 retratos de actores conocidos de Den Nationale Scene, tanto actuales como pasados. También redactó críticas teatrales y descripciones de teatros tanto nacionales como internacionales, incluyendo Copenhague, con la cual mantenía una buena relación desde sus días de estudiante allí cuando era joven.

## Sexualidad
Sandal y su amigo de la infancia, Hjalmar Meidell, son mencionados por varios como parte de un entorno homosexual relativamente abierto en Bergen. Al leer entre líneas en la autobiografía de Meidell "Minner fra guttedagene, teaterminner og annet" ( Memorias de la niñez, Memorias teatrales y otras cosas) describe su amistad en las páginas 8 y 9 con frases como "almas afines" "se encontraron mutuamente" "tal vez teníamos tanto razón como corazón" "no sobre la vida sino sobre la vida ficticia que vivimos. Porque la imaginación nunca se conforma con realidades".
También escribió un poema con el título “En su juventud” donde el texto revela un poco del pensamiento del autor sobre ser diferente en esta época, aquí un extracto:

Og nogle helst vil gaa med den pige de har kjær,
mens andre altid pebersvende være vil, de svær'
i sin ungdom.
[---]
Og en vil ha sig kone, en anden vil ha mand,
en tredje elskerinder saa mange som han kan
i sin ungdom.
Y algunos preferirían ir con la chica que aman,
mientras que otros quieren siempre ser acribillados, los difíciles
de su juventud.
[---]
Y uno quiere una esposa, otro quiere un marido,
un tercio de tantas amantes como pueda
en su juventud.
Christian Sandal

Christian Sandal falleció el 17 de mayo de 1951 en su ciudad natal, Bergen.